# Епсилон Андромеди
Епсилон Андромеди (ε Андромеди) — зірка в сузір’ї Андромеди. Яку можна побачити неозброєним оком, має видиму зоряна величину 4,4. Виходячи з річного паралактичного зсуву 21,04 мсек, як видно із Землі, розташована на відстані 155 світлових років від Сонця. Система наближається до Сонця з радіальною швидкістю −84 км/с. Має дуже ексцентричну орбіту в Чумацькому Шляху, що змушує швидко рухатися відносно Сонця та сусідніх зірок.